# Galina Nikołajewa
Galina Jewgienjewna Nikołajewa (ros. Никола́ева Гали́на Евге́ньевна; właśc. Wolanska; ur. 18 lutego 1911 w Usmance (obwód tomski), zm. 18 października 1963 w Moskwie) – rosyjska pisarka. 

## Życiorys
Z wykształcenia była lekarzem. Podczas II wojny światowej pracowała na radzieckim statku sanitarnym i w kaukaskich szpitalach. Debiutowała w 1945 roku opowiadaniami wojennymi Gibiel komandarma (Гибель командарма). Tworzyła literaturę o tematyce kołchozowej. Autorka powieści Żniwa (Жатва), za którą otrzymała w 1951 nagrodę państwową  i Bitwa w drodze (Битва в пути). Pisała reportaże do periodyków: "Prawda", "Literaturnaja Gazeta", "Znamia". Jej dorobek obejmuje nowele i szkice oparte na motywach ludowych. Wydała także tom poezji zatytułowany "Przez ogień". Galina Nikołajewa jako jedna z pierwszych dokonała obrachunku staliznizmu.

## Wybrana twórczość
- 1950: Żniwa (wydanie polskie 1952)
- 1957: Bitwa w drodze (tom 1-2, wydanie polskie 1959, ekranizacja 1961)